# Sphaerospira bala
Sphaerospira bala är en snäckart som först beskrevs av Brazier 1878.  Sphaerospira bala ingår i släktet Sphaerospira och familjen Camaenidae. Inga underarter finns listade i Catalogue of Life.